# Carleton-Gletscher
Der Carleton-Gletscher ist ein Gletscher im ostantarktischen Viktorialand. In der Royal Society Range fließt er von den Nordwesthängen des Mount Lister in nördlicher Richtung zum Emmanuel-Gletscher.
Der United States Geological Survey kartierte ihn anhand eigener Vermessungen und Luftaufnahmen der United States Navy. Das Advisory Committee on Antarctic Names benannte ihn 1963 nach dem Carleton College in Northfield, Minnesota, von dem mehrere Forscher in Antarktika tätig waren.